# Balfolk (NL) of Folkbal (BE)
Balfolk is de verzamelnaam voor het beoefenen van verschillende West-Europese dansen, die op een zogenoemd folkbal (BE), bal (NL) of bal folk (FR) gedanst worden op live muziek. De dansen die bij balfolk gedanst worden zijn geënt op andere bestaande dansen waarvan een aantal al heel lang gedanst worden. Ze vinden hun wortels dus in zogenoemde volksdansen, maar zijn aangepast naar makkelijkere en toegankelijkere versies. Binnen de balfolk gaat het er niet om die dansen zo getrouw mogelijk uit te voeren, maar staat vooral de sociale activiteit centraal. Dat betekent dat de stijl van dansen in de loop van de tijd zelf ook enigszins evolueert en dat balfolk echt los staat van het culturele en traditiegetrouwe volksdansen.

## Geschiedenis
De wortels van de balfolk liggen in Frankrijk. De dansen zijn daar nooit echt verdwenen. Rond 2000 vonden er ontwikkelingen plaats, die hebben geleid tot het ontstaan van de balfolk zoals we die nu kennen in de Lage Landen.

### België
In België ontstond in de jaren negentig een folkrevival, waardoor folkmuziek weer nadrukkelijker onder de aandacht kwam. Meer mensen waagden zich aan het bespelen van de instrumenten die bij folk gangbaar zijn, zoals trekzak, accordeon, doedelzak en draailier.
In 2000 wilde een accordeonleraar, genaamd Wim Claeys, dat zijn leerlingen leerden spelen voor dansende mensen. De eerste keer dat dat gebeurde, was in de Boomstraat in Gent. Aangezien dat een zeer groot succes werd, werd er een organisatie, genaamd Boombal, opgezet, die snel groeide en zich over heel Vlaanderen verspreidde.
Naast Boombal ontstond begin 2002 ook Frisse Folk met als thuisbasis Brussel. Ligt bij Boombal meer de nadruk op de gezelligheid op de bals, bij Frisse Folk ligt de nadruk toch meer op danslessen en de workshops, onder leiding van onder anderen Koen Dhondt.
Het fenomeen balfolk bereikte in België al snel de televisie, er kwamen twee Boombal-cd's op de markt (in 2006 en 2008) en sinds 2006 wordt jaarlijks de Boombalstage en het Boombalfestival in één week georganiseerd.

### Nederland
Ook in Nederland begon het met muzikanten die folkmuziek gingen spelen die specifiek bedoeld was om op te dansen. Hierbij speelden weekenden van stichting Draailier en Doedelzak en Trek er es uut een belangrijke rol. Die weekenden inspireerden muzikanten her en der in het land op kleine schaal met elkaar balfolkmuziek te maken en te dansen.
Langzamerhand groeide het balfolkwereldje, zodat er behoefte ontstond met elkaar te communiceren, bijvoorbeeld over wie wat wanneer organiseerde zodat er geen overlap zou zijn. Dat gebeurde vanaf 2002 via een internet-discussieforum, en vanaf 2005 is er de site www.balfolk.nl voor een duidelijk overzicht van alle balfolkactiviteiten in Nederland.
Vanaf 2006 werden de bals langzamerhand steeds groter en vond voor het eerst de Dansstage plaats, een weekend met workshops en bals. In 2008 werd begonnen met de verkoop van cd's en met danslessen. Sinds 2012 vindt jaarlijks Cadansa, een eigen Nederlands balfolkfestival, plaats. Sinds 2013 vindt er ook Dennefeest plaats, in Openluchttheater Hoessenbosch.

## De kern van balfolk
Zoals gezegd kent balfolk zijn wortels in dansen die als volksdansen te betitelen zijn. Bij balfolk ontstaat een sterk samengevoel. Dat blijkt ook uit de soorten dansen. Tot het standaardrepertoire behoren reidansen en dansen in een kring. Maar daarnaast bestaat de helft van de basisdansen uit koppeldansen, waarvan de basis simpel is, zodat er volop gevarieerd en geïmproviseerd kan worden.
Voorafgaand aan het bal is er vaak een dansinstructie (vaak aangeduid als initiatie) van drie kwartier of een uur, waarin enkele van de basisdansen worden uitgelegd. Veel andere dansen zijn over het algemeen zo eenvoudig dat deze tijdens het bal kunnen worden  uitgeprobeerd.
Voor gevorderden zit de uitdaging in de connectie met de danspartner, en variaties en improvisaties die vanuit de basisdans met elkaar kunnen worden ontwikkeld, op basis van wat de muziek ingeeft.
De muziek kan variëren van traditioneel tot neofolk. Een instrument dat bij veel bands een centrale rol speelt, is een trekzak of accordeon.

## Dansen
Balfolk kent een aantal dansen, die als de basisdansen gezien kunnen worden. Er zijn verschillende soorten dansen. Allereerst zijn er mixers, dansen met een partner in een cirkel waarbij elke keer van partner wordt gewisseld. Daarnaast zijn er reidansen, dansen waarbij de dansers in een rij staan en dezelfde bewegingen maken, zodat zij met elkaar dezelfde cadans hebben. Ook zijn er koppeldansen, waarbij in danshouding met zijn tweeën wordt gedanst. Tot slot is er de bourree (als basisdans alleen in tweekwartsmaat), waarbij in sets van twee rijen tegenover elkaar wordt gedanst, met ieder een vaste danspartner tegenover zich.
In Nederland en Vlaanderen bestaat het basisrepertoire (de dansen die op vrijwel elk bal gedanst worden) uit de volgende dansen.
Basisdansen:
- mixers: tovercirkel, chapelloise ("jig"/"jigue"/"gigue")
- reidansen: an-dro, hanter dro
- koppeldansen: schottisch, wals (in driekwartsmaat), mazurka
- dansen in rijen van paren: bourree (meestal in twee-, maar soms ook in driekwartsmaat).

Naast de basisdansen is er nog een breed scala van dansen die eveneens regelmatig, maar minder vaak, op een bal voorbijkomen:
- Polka
- Rondeau
- Rondeau en couple
- Polska
- Bal Limousine
- Slängpolska
- Madison
- Bourree in driekwartsmaat (o.a. bourree d'Auvergne)
- Gavotte de l'Aven (van oorsprong een deel van de Bretonse dans Suite de l'Aven waarvan een langzame vorm in de balfolkwereld is opgenomen als separate dans)
- Andere Bretonse dansen, zoals de rond de Saint-Vincent, Kost ar c'hoat, gavotte, tricot, ridée, laridé en plinn
- Walsen in 5-, 8-, of 11-kwartsmaat (of nog meer tellen).

## Referentie
- Bal folk houdt volksdansers spiegel voor, Mark Benjamin, Syncoopnieuws, maart 2006